# Wólka Prusicka
Wólka Prusicka [pronunciación en polaco: /ˈvulka pruˈɕit͡ska/] es un pueblo ubicado en el distrito administrativo de Gmina Nowa Brzeźnica, dentro del condado de Pajęczno, Voivodato de Łódź, en el centro de Polonia. Se encuentra a unos 8 kilómetros suroeste de Nowa Brzeźnica, a 18 kilómetros al sureste de Pajęczno, y a 89 kilómetros al sur de la capital regional Łódź.
El pueblo tiene una población de 324 habitantes.